# Christmas from the Heart
| Đánh giá chuyên môn | Đánh giá chuyên môn |
| Nguồn đánh giá      | Nguồn đánh giá      |
| Nguồn               | Đánh giá            |
| ------------------- | ------------------- |
| Allmusic            | [ 1 ]               |
| About.com           | [ 2 ]               |
| Billboard           | (tích cực)          |

Christmas from the Heart là album phòng thu thứ hai và album nhạc giáng sinh đầu tiên của ca sĩ-nhạc sĩ người Mỹ David Archuleta. Album được phát hành ngày 13 tháng 10 năm 2009 bởi hãng đĩa Jive Records. Album được quảng bá bởi chuyến lưu diễn sau đó của Archuleta, Christmas from the Heart Tour. "Melodies of Christmas" là ca khúc mới duy nhất trong album, do Archuleta đồng sáng tác.
Bài hát "Have Yourself a Merry Little Christmas", hát cùng nữ ca sĩ người Phillipines Charice đã được phát hành làm đĩa đơn từ album, nó đạt đến vị trí 24 trên bảng xếp hạng Adult Contemporary của Billboard. Tính đến tháng 1 năm 2011, album đã tiêu thụ được khoảng 246.000 bản tại Mỹ.

## Danh sách bài hát
1. "Joy to the World" – 4:19
2. "Angels We Have Heard on High" – 3:36
3. "O Come All Ye Faithful" – 3:19
4. "Silent Night" – 4:49
5. "The First Noel" – 4:32
6. "O Holy Night" – 5:55
7. "Have Yourself a Merry Little Christmas" (hợp tác cùng Charice Pempengco) – 4:36
8. "I'll Be Home for Christmas" – 3:01
9. "Pat-a-Pan" – 3:25
10. "What Child Is This?" – 4:47
11. "Riu Riu Chiu" – 3:54
12. "Ave Maria" – 5:44
13. "Melodies of Christmas" – 4:35

Nguồn:

## Xếp hạng
| Bảng xếp hạng (2009)  | Vị trí cao nhất |
| --------------------- | --------------- |
| Hoa Kỳ Billboard 200  | 30              |
| Hoa Kỳ Holiday Albums | 2               |

#### Đĩa đơn
| Năm  | Đĩa đơn                                  | Vị trí |
| Năm  | Đĩa đơn                                  | US AC  |
| ---- | ---------------------------------------- | ------ |
| 2009 | "Have Yourself a Merry Little Christmas" | 24     |